# Приволье
Приво́лье (укр. Привілля) — город в составе Лисичанского горсовета на западе Луганской области Украины. 1 июля 2022 года в ходе полномасштабного вторжения России в Украину Приволье было оккупировано российской армией.

## Географическое положение
Город расположен на крутых склонах правого берега реки Северский Донец.

## История
29 марта, 1 апреля и 29 мая 1753 года Сенат издал указы о поселении на свободных территориях на правом берегу Донца между реками Бахмутом и Луганью сербов, болгар, венгров и других выходцев из Балканских стран православного исповедания, бежавших из-под турецкого ига и находившихся на территории Австрии. Поселенцы были объединены в роты, из них сформировали два гусарских полка, носивших названия по именам их командиров — Ивана Шевича и Райко Прерадовича.
Ввиду их малочисленности в 1764 году оба полка были объединены в один, который получил название Бахмутского гусарского, с общей нумерацией рот. Всего их было 16. На месте поселения роты создавали полевые укрепления — шанцы. Военнослужащие получали землю, которую должны были возделывать. Новые поселения, возникшие на базе воинских подразделений, со временем получили и свои наименования. Поселение 5-й роты стало именоваться Привольное.
В 1760 году в Приволье были поселены молдаване и валахи, построена каменная Вознесенская церковь.
Военные поселенцы вели своё хозяйство и в то же время защищали границы государства от набегов крымских татар. После присоединения в 1783 году Крыма к России опасность миновала, и военные поселения были переведены на положение казённых крестьян.
Офицеров гусарских рот царское правительство наделило свободными землями, которые имелись вблизи военных поселений. Новые владельцы вели своё хозяйство на крепостнической основе, стремясь привлечь сюда и закрепить за собой рабочую силу.
В 1793 году церковь была отремонтирована.
В 1938 году Приволье стало посёлком городского типа.
В ходе Великой Отечественной войны с июля 1942 до 5 мая 1943 года посёлок был оккупирован немецкими войсками.
В январе 1959 года численность населения составляла 9017 человек.
В 1963 году Приволье стало городом.
В январе 1989 года численность населения составляла 11479 человек, основой экономики являлась добыча каменного угля.
1 июля 2022 года в ходе полномасштабного вторжения России в Украину город был оккупирован российской армией. 

## Население
На 1 января 2013 года численность населения составляла 7747 человек.

### Языковой состав
По данным переписи 2001 года 50,71 % населения города указали украинский язык родным, 48,72 % — русский, 0,57 % — другие языки.

## Экономика
- ОП Шахта «Привольнянская» ПАО «Лисичанскуголь»
- ОП Шахта им. Г. Г. Капустина ПАО «Лисичанскуголь»
- Завод «Электроприбор»

## Транспорт
Находится в 10 км от станции Рубежное, а также соединён пешеходным мостом с посёлком Старая Краснянка (станция Володино).
Регулярное автобусное сообщение с Лисичанском и Новодружеском.